# Marianne Kjørstad
Marianne Kjørstad, norveška alpska smučarka, * 27. marec 1970, Nordfjordeid.
Nastopila je na Olimpijskih igrah 1994, kjer je najboljšo uvrstitev dosegla v veleslalomu z osmim mestom. Na svetovnih prvenstvenih je osvojila bronasto medaljo v kombinaciji leta 1996. V svetovnem pokalu je tekmovala sedem sezon med letoma 1992 in 1997 ter dosegla pet uvrstitev na stopničke. V skupnem seštevku svetovnega pokala se je najvišje uvrstila na deveto leta 1994.